# Binomi de Newton

Visualització de l'expansió fins a la quarta potència del binomi

El Binomi de Newton o teorema del binomi és una fórmula que serveix per a calcular la potència {\displaystyle n} d'un binomi {\displaystyle (a+b)}. És per tant una generalització de les fórmules elementals {\displaystyle (a+b)^{2}=a^{2}+2ab+b^{2}} i {\displaystyle (a+b)^{3}=a^{3}+3a^{2}b+3ab^{2}+b^{3}}. Aquestes dues formen part del que s'anomenen Identitats notables, i admeten una demostració gràfica elemental en termes d'àrees de quadrats i rectangles, i volums de cubs i paral·lelepípedes.
La fórmula general utilitza nombres combinatoris, i diu: 
{\displaystyle {(a+b)}^{n}=\sum _{k=0}^{n}{n \choose k}a^{n-k}\,b^{k},\quad \quad \quad \quad \quad (1)}
on el coeficient binomial {\displaystyle {n \choose k}} és el nombre combinatori definit com a {\displaystyle {n \choose k}={\frac {n!}{k!\,(n-k)!}}}, que es llegeix «{\displaystyle n} sobre {\displaystyle k}». El conjunt dels coeficients binomials ordenats en fileres amb {\displaystyle n} creixent de dalt a baix constitueixen l'anomenat triangle de Tartaglia, triangle de Pascal o triangle aritmètic.
Exemples:
- per {\displaystyle n=2} : {\displaystyle (a+b)^{2}={2 \choose 0}a^{2}+{2 \choose 1}ab+{2 \choose 2}b^{2}=a^{2}+2ab+b^{2}}

- per {\displaystyle n=3} : {\displaystyle (a+b)^{3}={3 \choose 0}a^{3}+{3 \choose 1}a^{2}b+{3 \choose 2}ab^{2}+{3 \choose 3}b^{3}=a^{3}+3a^{2}b+3ab^{2}+b^{3}}
- {\displaystyle 12^{3}=(10+2)^{3}=10^{3}+3\ 10^{2}\ 2+3\ 10\ 2^{2}+2^{3}=1000+600+120+8=1728}

Quan tenim {\displaystyle (a-b)^{n}}, n'hi ha prou amb escriure-ho com a {\displaystyle (a+(-b))^{n}}, amb el que s'obté {\displaystyle (a-b)^{2}=a^{2}-2ab+b^{2}}, {\displaystyle (a-b)^{3}=a^{3}-3a^{2}b+3ab^{2}-b^{3}} i, en general, 
{\displaystyle {(a-b)}^{n}=\sum _{k=0}^{n}(-1)^{k}{n \choose k}a^{n-k}\,b^{k}}.
La fórmula és molt anterior a Newton. La seva història pot trobar-se a l'article «Potència d'un binomi» de Ramon Nolla esmentat més avall com a enllaç extern.

## Demostració

### Raonament combinatori
Tenint en compte l'expressió {\displaystyle x=(a+b)^{n}}, veiem que {\displaystyle x} es pot escriure com el producte de {\displaystyle n} binomis, {\displaystyle x=s_{1}s_{2}\cdots s_{n}}, on cada {\displaystyle s_{i}=a+b}, i el desenvolupament de {\displaystyle x} és la suma de tots els productes formats agafant un terme – ja sigui {\displaystyle a} o {\displaystyle b} – de cada {\displaystyle s_{i}}. Per exemple, el terme {\displaystyle a^{n}} en el desenvolupament de {\displaystyle x} s'obté seleccionant {\displaystyle a} en cada {\displaystyle s_{i}}.
El coeficient que multiplica cada terme del desenvolupament de {\displaystyle x} queda determinat per la quantitat de formes diferents que hi ha per triar termes {\displaystyle s_{i}} tals que el seu producte és de la mateixa forma que el terme (excloent el coeficient). En el cas de {\displaystyle t=a^{n-1}b}, {\displaystyle t} es pot formar a base d'agafar {\displaystyle b} d'un dels {\displaystyle s_{i}} i {\displaystyle a} de tota la resta. Hi ha {\displaystyle n} formes de seleccionar un {\displaystyle s_{i}} per obtenir la {\displaystyle b}; per tant {\displaystyle t} s'obté de {\displaystyle n} formes diferents en el desenvolupament de {\displaystyle x} i, per tant, el seu coeficient és {\displaystyle n}. En general, per {\displaystyle t=a^{n-k}b^{k}}, hi ha
{\displaystyle {n \choose k}}
Formes diferents de seleccionar els {\displaystyle s_{i}} per obtenir els {\displaystyle b}s (ja que {\displaystyle k} {\displaystyle b}s se seleccionen a partir de {\displaystyle n} {\displaystyle s_{i}}) i, per tant, aquest ha de ser el coeficient per a {\displaystyle t}.

### Demostració algebraica
Una altra forma de demostrar el teorema binomial és per inducció. Quan {\displaystyle n=0}, es té
{\displaystyle (a+b)^{0}=1=\sum _{k=0}^{0}{0 \choose k}a^{0-k}b^{k}.}
Per hipòtesi d'inducció se suposa que el teorema és veritat quan l'exponent val {\displaystyle m}. Llavors per {\displaystyle n=m+1}
{\displaystyle (a+b)^{m+1}=a(a+b)^{m}+b(a+b)^{m}\,}{\displaystyle =a\sum _{k=0}^{m}{m \choose k}a^{m-k}b^{k}+b\sum _{j=0}^{m}{m \choose j}a^{m-j}b^{j}}
Aplicant la propietat distributiva
{\displaystyle =\sum _{k=0}^{m}{m \choose k}a^{m-k+1}b^{k}+\sum _{j=0}^{m}{m \choose j}a^{m-j}b^{j+1}}
Traient fora del sumatori el terme {\displaystyle k=0}
{\displaystyle =a^{m+1}+\sum _{k=1}^{m}{m \choose k}a^{m-k+1}b^{k}+\sum _{j=0}^{m}{m \choose j}a^{m-j}b^{j+1}}
fent {\displaystyle j=k-1}
{\displaystyle =a^{m+1}+\sum _{k=1}^{m}{m \choose k}a^{m-k+1}b^{k}+\sum _{k=1}^{m+1}{m \choose k-1}a^{m-k+1}b^{k}}
Traient fora del sumatori de la dreta el terme {\displaystyle k=m+1}
{\displaystyle =a^{m+1}+\sum _{k=1}^{m}{m \choose k}a^{m-k+1}b^{k}+\sum _{k=1}^{m}{m \choose k-1}a^{m+1-k}b^{k}+b^{m+1}}
Combinant els sumatoris
{\displaystyle =a^{m+1}+b^{m+1}+\sum _{k=1}^{m}\left[{m \choose k}+{m \choose k-1}\right]a^{m+1-k}b^{k}}
Aplicant la regla de Pascal
{\displaystyle =a^{m+1}+b^{m+1}+\sum _{k=1}^{m}{m+1 \choose k}a^{m+1-k}b^{k}}
Afegint dins dels sumatori els termes {\displaystyle m+1}
{\displaystyle =\sum _{k=0}^{m+1}{m+1 \choose k}a^{m+1-k}b^{k}}

## La sèrie binomial
Si escrivim {\displaystyle (a+b)^{n}=a^{n}(1+{\frac {b}{a}})^{n}} podem anomenar {\displaystyle x={\frac {b}{a}}} i escriure {\displaystyle \alpha } en lloc de {\displaystyle n}. La funció {\displaystyle f(x)=(1+x)^{\alpha }}rep el nom de funció binomial i té sentit també si {\displaystyle \alpha } és un nombre complex qualsevol. La seva sèrie de Mclaurin té radi de convergència més gran o igual que 1, segons el valor de {\displaystyle \alpha }, i es coneix com a sèrie binomial o expansió binomial. Aquesta generalitza el Binomi de Newton {\displaystyle (1)}, que és el cas en què {\displaystyle \alpha } és un nombre natural.
{\displaystyle {\begin{aligned}(1+x)^{\alpha }&=\sum _{k=0}^{\infty }\;{\alpha  \choose k}\;x^{k}=1+\alpha x+{\frac {\alpha (\alpha -1)}{2!}}x^{2}+\cdots ,\end{aligned}}}
on {\displaystyle {\alpha  \choose k}:={\frac {\alpha (\alpha -1)(\alpha -2)\cdots (\alpha -k+1)}{k!}}}, (regla mnemotècnica: hi ha {\displaystyle k} factors en el numerador i {\displaystyle k} factors en el denominador).
Per exemple, quan {\displaystyle \alpha =1/2} i {\displaystyle |x|<1} dona la sèrie següent:
{\displaystyle {\sqrt {1+x}}=\textstyle 1+{\frac {1}{2}}x-{\frac {1}{8}}x^{2}+{\frac {1}{16}}x^{3}-{\frac {5}{128}}x^{4}+{\frac {7}{256}}x^{5}-\cdots }.
I quan {\displaystyle \alpha =-1/2} i {\displaystyle |x|<1};
{\displaystyle {\frac {1}{\sqrt {1+x}}}=\textstyle 1-{\frac {1}{2}}x+{\frac {3}{8}}x^{2}-{\frac {5}{16}}x^{3}+{\frac {35}{128}}x^{4}-{\frac {63}{256}}x^{5}+\cdots }.

## Observacions
A les demostracions anteriors es veu que és essencial la propietat commutativa {\displaystyle ab=ba}. Si, per exemple, {\displaystyle A} i {\displaystyle B} fossin dues matrius que no commutessin, aleshores tindríem simplement {\displaystyle (A+B)^{2}=A^{2}+AB+BA+B^{2}} o {\displaystyle (A+B)^{3}=A^{3}+A^{2}B+ABA+BA^{2}+AB^{2}+BAB+B^{2}A+B^{3}}.
El Binomi de Newton és molt útil per al càlcul mental. Per exemple, calcular {\displaystyle 21^{4}} és molt fàcil si s'escriu com a {\displaystyle (20+1)^{4}}.
Observi's que la suma dels coeficients binomials del binomi de grau {\displaystyle n} és igual a {\displaystyle 2^{n}}i la suma dels coeficients que jauen en els llocs senars coincideix amb la suma dels que jauen en els llocs parells.
El terme {\displaystyle {n \choose k}a^{n-k}\,b^{k}} quan {\displaystyle a=1-p} i {\displaystyle b=p} és la probabilitat que el nombre d'èxits sigui exactament {\displaystyle k} en una seqüència de {\displaystyle n} assaigs independents amb una probabilitat fixa {\displaystyle p} d'ocurrència de l'èxit entre els assaigs. A aquesta distribució de probabilitat se li dona el nom de distribució binomial.
La primera aparició escrita de la sèrie binomial va ser en una carta de Newton a Henry Oldenburg, secretari de la Royal Society, el 1676. Newton va usar el binomi i la distribució binomial el 1693 per a resoldre un problema sorgit en un joc de daus, per encàrrec de la casa reial de Guillem III.

## Comentaris
És famós el vers del poeta portuguès Fernando Pessoa: «O binómio de Newton é tão belo como a Vénus de Milo./ O que há é pouca gente para dar por isso». ('El binomi de Newton és tan bell com la Venus de Milo./ El que passa és que poques persones ho noten'.)
Un problema conegut, i no molt fàcil, de càlcul mental és l'anomenat «Problema de Rachinsky», que consisteix a calcular mentalment {\displaystyle {\dfrac {10^{2}+11^{2}+12^{2}+13^{2}+14^{2}}{365}}}. Hi ha diverses maneres de fer-ho, però potser la mes ràpida és expressar els quadrats com a quadrats d'un binomi de manera que apareguin cancel·lacions. Aquest problema és el que apareix escrit a la pissarra al quadre Aritmètica mental. A l'escola pública de S. Rachinsky (1895), del pintor realista rus Nikolay Bogdanov-Belsky.